# Ordine moltiplicativo
In teoria dei numeri, dati un intero {\displaystyle a} e un intero positivo {\displaystyle n} il cui massimo comune divisore sia 1, l'ordine moltiplicativo di {\displaystyle a} modulo {\displaystyle n} è il più piccolo intero positivo {\displaystyle k} tale che
{\displaystyle a^{k}\equiv 1{\pmod {n}}.}
L'ordine di {\displaystyle a} modulo {\displaystyle n} è generalmente indicato con {\displaystyle \mathrm {ord} _{n}(a)}, oppure {\displaystyle O_{n}(a)}.
Per esempio, per determinare l'ordine moltiplicativo di {\displaystyle 4} modulo {\displaystyle 7}, calcoliamo {\displaystyle 4^{2}=16\equiv 2{\pmod {7}}} e {\displaystyle 4^{3}=4^{2}\cdot 4\equiv 2\cdot 4\equiv 8\equiv 1{\pmod {7}}}, quindi {\displaystyle \mathrm {ord} _{7}(4)=3}.
Questa nozione è un caso di quella più generale di ordine degli elementi di un gruppo: se {\displaystyle (G,*)} è un gruppo scritto con in notazione moltiplicativa (in modo che {\displaystyle a^{t}} rappresenti il prodotto {\displaystyle a\cdot a\cdot a\ldots } ripetuto {\displaystyle t} volte), l'ordine di un elemento {\displaystyle a} di {\displaystyle G} è il minimo intero positivo {\displaystyle k} tale che {\displaystyle a^{k}=e} (dove {\displaystyle e} denota l'elemento neutro di {\displaystyle G}). L'ordine moltiplicativo di un numero {\displaystyle a} modulo {\displaystyle n} non è altro che l'ordine di {\displaystyle a} nel gruppo {\displaystyle U(n)}, i cui elementi sono le classi resto modulo {\displaystyle n} dei numeri coprimi con {\displaystyle n}, rispetto all'operazione di moltiplicazione modulo {\displaystyle n}. Questo è il gruppo delle unità dell'anello {\displaystyle \mathbb {Z} /n\mathbb {Z} }; esso è composto da φ(n) elementi, dove φ è la funzione totiente di Eulero.
Come conseguenza del teorema di Lagrange, {\displaystyle \mathrm {ord} _{n}(a)} è sempre un divisore di φ(n). Se in particolare {\displaystyle \mathrm {ord} _{n}(a)} è uguale a φ(n) e, quindi, più grande possibile, allora {\displaystyle a} è chiamato generatore modulo {\displaystyle n} Ciò implica che {\displaystyle U(n)} è ciclico e la classe di residui di {\displaystyle a} è un suo generatore.
Per ogni numero primo {\displaystyle n} si ha che {\displaystyle U(n)} è generato da un elemento, ma questo non è vero per ogni numero intero positivo. Se un numero {\displaystyle n} ammette un generatore modulo {\displaystyle n}, allora ne esistono φ(φ(n)) distinti. Questo è un caso particolare di un'affermazione molto più generale sul numero di generatori dei gruppi ciclici.

## Proprietà fondamentali
Presentiamo ora alcune delle proprietà più importanti degli ordini moltiplicativi modulo {\displaystyle n}:
- Siano {\displaystyle a,b\in \mathbb {Z} } e sia {\displaystyle n\geq 2} intero. Se {\displaystyle a\equiv b{\pmod {n}}}, allora {\displaystyle \mathrm {ord} _{n}(a)=\mathrm {ord} _{n}(b)}.
- Siano {\displaystyle a,b,m\in \mathbb {Z} ,m\geq 1,n\geq 2} intero. Allora:

(a) {\displaystyle \mathrm {ord} _{n}(a^{m})={\frac {\mathrm {ord} _{n}(a)}{(\mathrm {ord} _{n}(a),m)}}}, dove con {\displaystyle (a,b)} si intende il massimo comune divisore tra {\displaystyle a} e {\displaystyle b;}
(b) {\displaystyle \mathrm {ord} _{n}(a)=\mathrm {ord} _{n}(a^{-1})}, dove {\displaystyle a^{-1}} è l'inverso moltiplicativo di {\displaystyle a} modulo {\displaystyle n;}
(c) se {\displaystyle (\mathrm {ord} _{n}(a),\mathrm {ord} _{n}(b))=1}, allora {\displaystyle \mathrm {ord} _{n}(a\cdot b)=\mathrm {ord} _{n}(a)\cdot \mathrm {ord} _{n}(b);}
(d) se {\displaystyle n,m\geq 2} sono due interi coprimi e {\displaystyle a\in \mathbb {Z} } è coprimo con {\displaystyle m\cdot n}, allora {\displaystyle \mathrm {ord} _{m\cdot n}(a)=[\mathrm {ord} _{m}(a),\mathrm {ord} _{n}(a)]} (dove con {\displaystyle [a,b]} si intende il minimo comune multiplo tra {\displaystyle a} e {\displaystyle b}).
- Siano {\displaystyle a,h,k,n\in \mathbb {Z} ,h,k\geq 1,n\geq 2} e {\displaystyle (a,n)=1}. Allora

{\displaystyle a^{h}\equiv a^{k}{\pmod {n}}\Leftrightarrow h\equiv k{\pmod {\mathrm {ord} _{n}(a)}}.}
Da quest'ultima proprietà discende che
{\displaystyle a^{h}\equiv a^{r}{\pmod {n}},}
dove {\displaystyle r} è il resto della divisione di {\displaystyle h} per {\displaystyle \mathrm {ord} _{n}(a).}